# Телешевы
Телешевы, Телешёвы (Также встречается написание Телешовы) — мещанский и обедневший дворянский род.
Телешевы, некогда игравшие важную роль при дворе тульских удельных князей, а затем служившие великим князьям московским (один из Телешевых усмирял Великий Новгород по поручению великого князя Ивана III Васильевича и ездил послом от него в Литву), обеднели затем настолько, что некоторые из них якобы даже сами занимались землепашеством. В 1516 году дьяк Иван Иванович Телешев с окольничим Михаилом Тучковым ездил послом в Казань. Известно, что дьяк И.И. Телешев был участником дипломатических сношений Российского государства с конца XV в. почти до середины 1520-х годов. 20 марта 1573 года утверждено жалование в размере 4-х рублей опричнику государя царя и великого князя всеа Руси Ивана Васильевича (Грозного)  Якову Ворыпаеву сыну Телешеву .
Происхождение рода неизвестно, в XIV веке и ранее Телешёвы были боярами в Тульском уделе, после ликвидации удела стали «детьми боярскими» (сословие своего рода «младших бояр», имевших место выше, чем простые дворяне) при дворе московских великих князей. С 1904 года герб Телешевых включён в Общий гербовник дворянских родов Российской империи. 
Один из Телешевых решением Тайной канцелярии был заключен в Соловецкий монастырь за «вину незнаемую» (так формулировались тогда обвинения в государственных преступлениях, о которых не положено было знать даже тюремщикам), где ухитрился при помощи ещё одного заключенного наладить в тюрьме, славившейся своим строгим режимом по всей России, чеканку фальшивых рублей из олова. В результате архимандрит монастыря поспешил избавиться от чрезмерно изобретательного узника, благодаря чему режим наказания ему был существенно смягчён — он отправился в ссылку в Иркутскую губернию.
В начале XIX века наследница обедневшего рода Екатерина Александровна Телешева поступила в театральное училище. После окончания училища её принимают в труппу петербургского Большого театра, где Телешева вскоре занимает ведущее положение. В 1824 году артистка выступает в роли Волшебницы в балете по поэме Пушкина «Руслан и Людмила, или Низвержение Черномора, злого волшебника». Её покровителем и любовником, фактически гражданским мужем, был граф Михаил Андреевич Милорадович, именно с её квартиры он отправился на Сенатскую площадь в день мятежа декабристов, где был убит Каховским. В Екатерину был влюблен Александр Грибоедов, тогда ещё офицер гусарского полка, который посвятил ей стихотворение.
Эти обстоятельства привели к серьёзному конфликту Грибоедова с Милорадовичем, который разрешила только смерть последнего. Екатерина Телешева оставила сцену в 1842 году в возрасте тридцати восьми лет.
В 1862 году среди выпускников философско-юридического факультета Санкт-Петербургского университета в числе кандидатов по разряду административных наук значился Николай Телешев.
Сын Екатерины Телешевой — Капитан артиллерии Николай Афанасьевич Телешев (1828—1895) — российский изобретатель, пионер авиации, автор первого в России проекта самолёта, а также одного из первых в мире проектов реактивного самолёта.
Родовая усадьба Телешевых находилась в д. Телешевка Рязанской губернии (в настоящее время Куркинский район Тульской области), сведений о её сохранности не имеется.

## Описание герба
Щит четверочастно скошен. В верхней лазуревой части золотая шестиконечная звезда. В правой и левой золотых частях по чёрному вертикальному мечу остриём вверх. В нижней чёрной части горизонтально золотой ключ бородкой вниз и влево.
На щите дворянский коронованный шлем. Нашлемник: два страусовых пера: правое — лазуревое, левое — чёрное. Между ними серебряный с червлёными глазами, чёрным клювом и лапами журавль, держащий в правой приподнятой лапе чёрный камень. Намёт на щите справа лазуревый с серебром, слева чёрный с золотом.